# Busy Philipps
Elizabeth Jean "Busy" Philipps (Oak Park, Illinois, 1979. június 25.–) amerikai színésznő.

## Fiatalkora és tanulmányai
Az Illinois állambeli Oak Parkban született. A Busy becenevet szülei adták neki, mert gyerekkorában állandóan mozgásban volt. Az Arizona állambeli Scottsdale-ben járt iskolába, ahol már szerepelt az iskolai színjátszókörben. Később a Los Angeles melletti Loyola Marymount University hallgatója lett.

## Pályafutása
Karrierje beindulása előtt élő Barbie babaként dolgozott. Első nagyobb szerepét az 1999–2000-ben műsorra került Különcök és stréberek című sorozatban kapta. Első filmszerepét 2000-ben kapta, amikor Karen Cartert játszotta a The Smokers című komédiában. Ettől az időtől kezdve folyamatosan szerepelt különböző tévéműsorokban.
2002-ben a Dawson és a haverok című sorozatban nyújtott alakításáért Teen Choice Awards-ra jelölték. 2011-ben a Született szinglik szereplőjeként legjobb sorozatszínész kategóriában elnyerte a Critics Choice Television Awards nevű díjat.

## Magánélete
Az 1990-es években főiskolásként Colin Hanks-szel járt. 
2007-ben férjhez ment Marc Silverstein forgatókönyvíróhoz. Két lányuk született: Birdie Leigh (2008. augusztus 13), akinek a keresztanyja Lizzy Caplan színésznő, és Cricket Pearl (2013. július 2).
2021 februárjában költöztek külön.

## Filmográfia

### Film
| Év   | Magyar cím                  | Eredeti cím                      | Szerep                 | Magyar hang         |
| ---- | --------------------------- | -------------------------------- | ---------------------- | ------------------- |
| 2000 | Lázadó boszorkák            | The Smokers                      | Karen Carter           |                     |
| 2002 | Barátnők a bajban           | Home Room                        | Alicia Browning        |                     |
| 2004 |                             | Mumy an' the Armadillo           | Carol Ann              |                     |
| 2004 | Feketék fehéren             | White Chicks                     | Karen Googlestein      |                     |
| 2005 |                             | Stewie Griffin: The Untold Story | egyéb szereplők hangja |                     |
| 2008 | A boldogító talán           | Made of Honor                    | Melissa                | Hámori Eszter       |
| 2009 | Nem kellesz eléggé          | He's Just Not That Into You      | Kelli Ann              | Peller Anna         |
| 2010 |                             | Revolution (rövidfilm)           | Emily                  |                     |
| 2011 | Csak tudnám, hogy csinálja! | I Don't Know How She Does It     | Wendy Best             | Peller Anna         |
| 2012 |                             | The Reef 2: High Tide            | Cordelia (hangja)      |                     |
| 2012 |                             | Made in Cleveland                | Shannon                |                     |
| 2013 | A te eseted                 | A Case of You                    | Ashley                 |                     |
| 2014 |                             | Jason Nash is Married            | Busy Philipps          |                     |
| 2015 | Az ajándék                  | The Gift                         | Duffy                  | Peller Anna         |
| 2016 |                             | FML                              | Amanda                 |                     |
| 2018 | Túl szexi lány              | I Feel Pretty                    | Jane                   | Ligeti Kovács Judit |
| 2022 | DC Szuperállatok Ligája     | DC League of Super-Pets          | Foofy kutya (hangja)   |                     |
| 2024 | Bajos csajok                | Mean Girls                       | Mrs. George            |                     |

### Televízió
| Év        | Magyar cím                         | Eredeti cím                             | Szerep                                              | Megjegyzések                                 |
| --------- | ---------------------------------- | --------------------------------------- | --------------------------------------------------- | -------------------------------------------- |
| 1999      |                                    | Saving Graces                           | Mindy                                               | sorozat                                      |
| 1999–2000 | Különcök és stréberek              | Freaks and Geeks                        | Kim Kelly                                           | 18 epizód                                    |
| 2000      | Már megint Malcolm                 | Malcolm in the Middle                   | Meghan                                              | 1 epizód                                     |
| 2001      |                                    | Anatomy of a Hate Crime                 | Chasity Pasley                                      | tévéfilm                                     |
| 2001      | Parti-őrült jogi doki              | Spring Break Lawyer                     | Jenny                                               | - tévéfilm - magyar hangja: - Mezei Kitty    |
| 2001      |                                    | Dead Last                               | Tracy Sallback                                      | 1 epizód                                     |
| 2001–2003 | Dawson és a haverok                | Dawson's Creek                          | Audrey Liddell                                      | 39 epizód                                    |
| 2002      |                                    | Undeclared                              | Kelly                                               | 2 epizód                                     |
| 2003      |                                    | Criminology 101                         | Polly                                               | tévéfilm                                     |
| 2004      |                                    | Foster Hall                             | Peg Hall                                            | tévéfilm                                     |
| 2005      |                                    | Life As We Know It                      | Alex Morrill                                        | 2 epizód                                     |
| 2005      |                                    | Testing Bob                             | Madison 'Maddie' West                               | tévéfilm                                     |
| 2005      | Amerikai fater                     | American Dad!                           | Dana (hangja)                                       | 1 epizód                                     |
| 2005      | Szuper robotmajom csapat akcióban! | Super Robot Monkey Team Hyperforce Go!  | Korlianne (hangja)                                  | 1 epizód                                     |
| 2005–2006 |                                    | Love, Inc.                              | Denise Johnson                                      | 22 epizód                                    |
| 2006–2007 | Vészhelyzet                        | ER                                      | Dr. Hope Bobeck                                     | 19 epizód                                    |
| 2007      | Törtetők                           | Entourage                               | Cheryl                                              | 1 epizód                                     |
| 2007      | Így jártam anyátokkal              | How I Met Your Mother                   | Rachel                                              | 1 epizód (Tricikli)                          |
| 2008–2009 | Terminátor – Sarah Connor krónikái | Terminator: The Sarah Connor Chronicles | Kacy Corbin                                         | 5 epizód                                     |
| 2009      | Kath és Kim                        | Kath & Kim                              | Whitney                                             | 1 epizód                                     |
| 2009–2015 | Született szinglik                 | Cougar Town                             | Laurie Keller                                       | 102 epizód                                   |
| 2011      | Balfékek                           | Community                               | Greendale csapattag                                 | 1 epizód                                     |
| 2011      | Pecatanya                          | Fish Hooks                              | Clamanda (hangja)                                   | 1 epizód                                     |
| 2012      | Ne bízz a ribiben!                 | Don't Trust the B---- in Apartment 23   | önmaga                                              | 1 epizód                                     |
| 2012      |                                    | RuPaul's Drag Race All Stars            | önmaga                                              | 1 epizód                                     |
| 2013      | Az ítélet: család                  | Arrested Development                    | Joan                                                | 1 epizód                                     |
| 2014      |                                    | Garfunkel and Oates                     | Karen                                               | 1 epizód                                     |
| 2014–2018 | Tömény történelem                  | Drunk History                           | Elizabeth Waring / Eleanor Roosevelt / Rose Valland | 3 epizód                                     |
| 2015      |                                    | Bottom's Butte                          | Beverly Bottom (hangja)                             | 1 epizód                                     |
| 2016      | Új csaj                            | New Girl                                | Connie                                              | 1 epizód                                     |
| 2016      | Angie Tribeca –– A törvény nemében | Angie Tribeca                           | Courtney Woodpatch-Newton                           | 1 epizód                                     |
| 2016      |                                    | Bajillion Dollar Propertie$             | Cate Kates                                          | 1 epizód                                     |
| 2016–2017 | Kib*zgatóhelyettesek               | Vice Principals                         | Gale Liptrapp                                       | - 14 epizód - magyar hangja: - Solecki Janka |
| 2017      | Furcsa pár                         | The Odd Couple                          | Natasha                                             | 1 epizód                                     |
| 2017      |                                    | Chopped Junior                          | önmaga                                              | 1 epizód                                     |
| 2017      |                                    | The Sackett Sisters                     | Mandy Sackett                                       | próbaepizód                                  |
| 2017      |                                    | Beat Bobby Flay                         | önmaga                                              | 1 epizód                                     |
| 2018–2019 | A megtörhetetlen Kimmy Schmidt     | Unbreakable Kimmy Schmidt               | Sheba Goodman                                       | 2 epizód                                     |
| 2018–2019 |                                    | Busy Tonight                            | önmaga                                              | főszereplő és vezető producer                |
| 2021      |                                    | Search Party                            | Donna                                               | 1 epizód                                     |
| 2021–2024 | Girls5eva                          | Girls5eva                               | Summer Dutkowsky                                    | főszereplő                                   |
| 2023      | Szingli és piás                    | Single Drunk Female                     | Darby                                               | 3 epizód                                     |
| 2023      | Szeretettel                        | With Love                               | Amanda                                              | 1 epizód                                     |

## Díjak és jelölések
| Év   | Díj                               | Jelölt mű           | Kategória                                    | Eredmény |
| ---- | --------------------------------- | ------------------- | -------------------------------------------- | -------- |
| 2003 | Teen Choice Awards                | Dawson és a haverok | legjobb társ                                 | Jelölve  |
| 2011 | Critics' Choice Television Awards | Született szinglik  | Legjobb női mellékszereplő (vígjátéksorozat) | Elnyerte |

## További információ
- Busy Philipps a Facebookon
- Busy Philipps a PORT.hu-n (magyarul)
- Busy Philipps az Internetes Szinkronadatbázisban (magyarul)
- Busy Philipps az Internet Movie Database-ben (angolul)
- Busy Philipps a Rotten Tomatoeson (angolul)